# Kunsthalle Wien

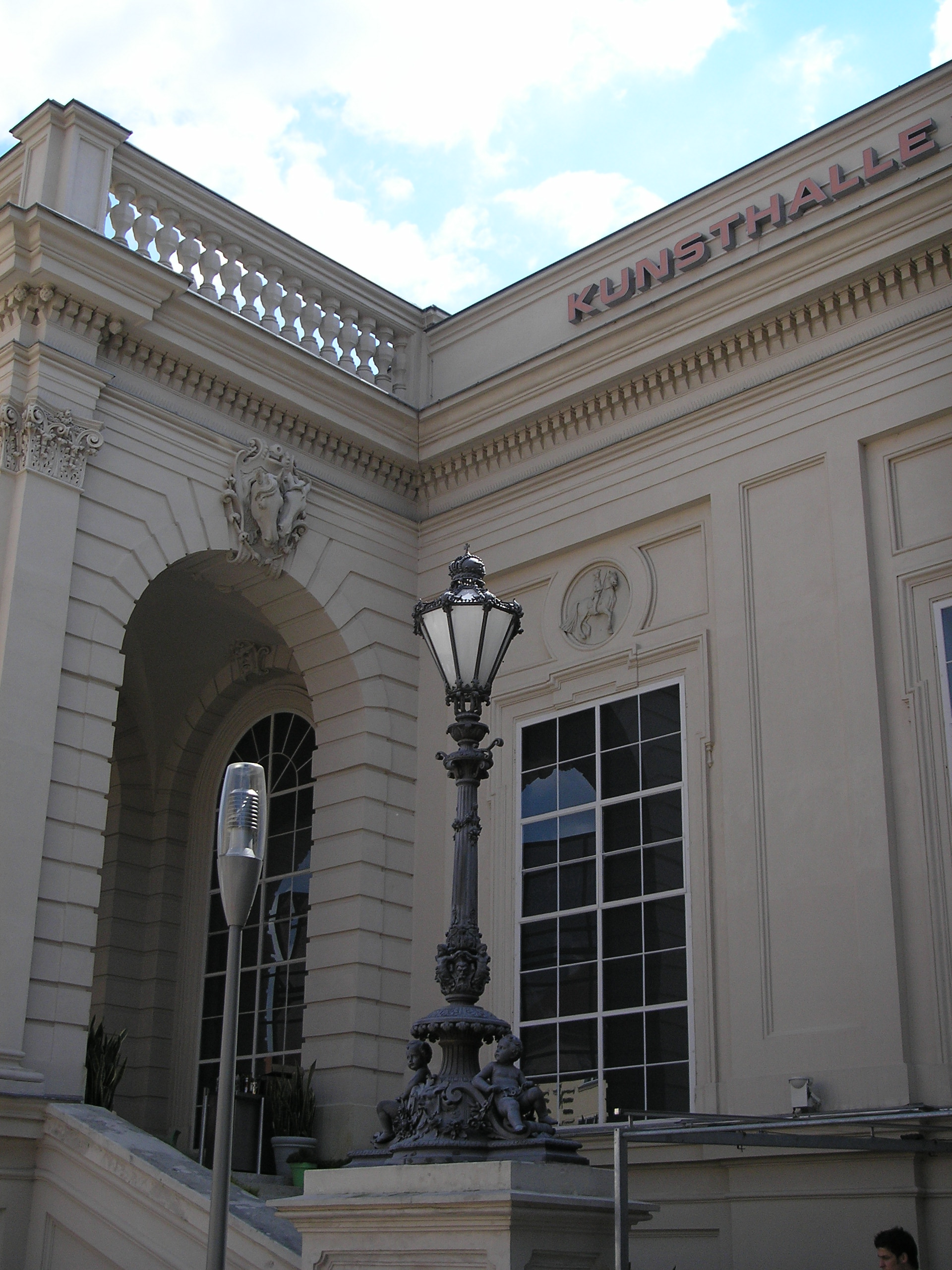
Kunsthalle Wien

De Kunsthalle Wien is een gemeentelijke expositieruimte voor moderne en hedendaagse kunst van de Oostenrijkse hoofdstad Wenen. De kunsthal maakt deel uit van het Weense MuseumsQuartier, dicht bij het centrum van de stad.
De kunsthal werd in 1992 geopend en was bedoeld als tijdelijk expositiecentrum in een uit containers bestaand gebouw, ontworpen door Adolf Krischanitz voor de Weense Karlsplatz. In mei 2001 verhuisde de kunsthal naar de huidige vestiging in het hoofdgebouw van het MuseumsQuartier.
De tentoonstellingsruimte aan de Karlsplatz werd in verkleinde vorm gehandhaafd en dient thans als project space. Het Café der Kunsthalle bevindt zich eveneens nog op de Karlsplatz.

## Fotogalerij

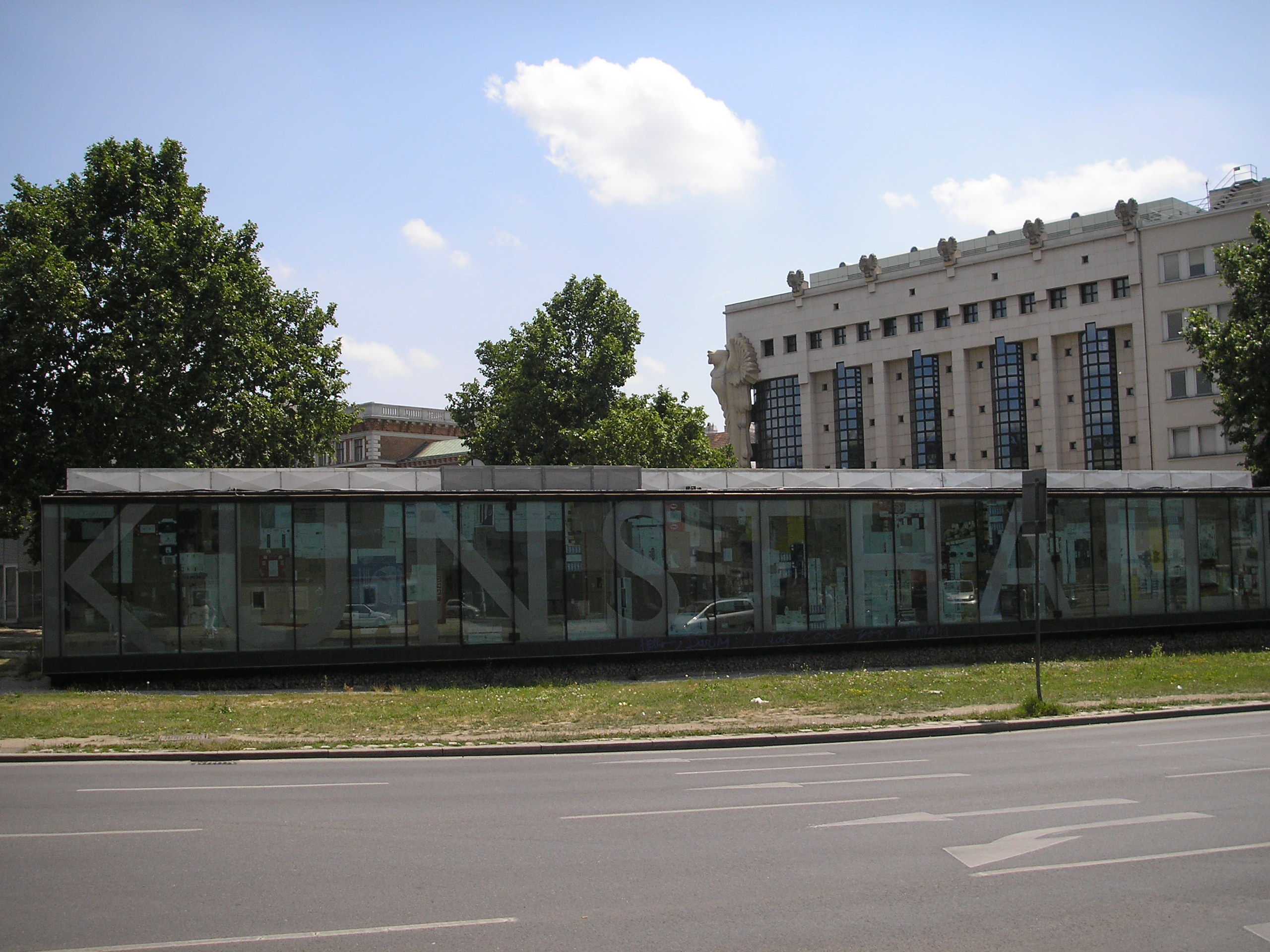
Kunsthalle Karlsplatz